# Palácio Umaid Bhawan

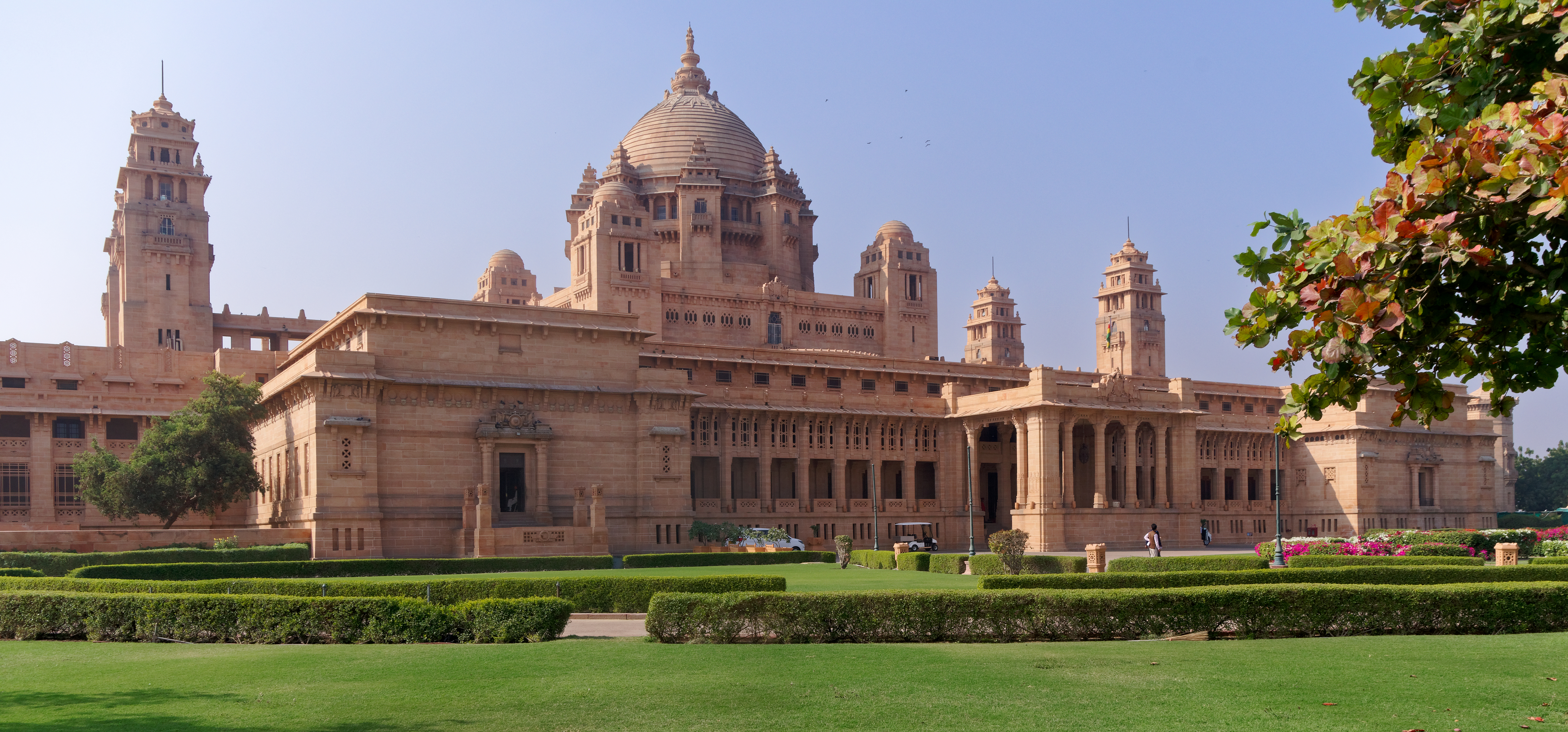
Vista panorâmica do Palácio Umaid Bhavan.

O Palácio Umaid Bhawan, localizado em Jodhpur, no Rajastão, Índia, é uma das maiores residências privadas do mundo. Uma parte do palácio é gerida pela rede de hotéis Taj Hotels. Batizado em honra do marajá Umaid Singh, avô do actual Marajá de Jodhpur, este monumento tem 347 salas e serve como principal residência da Família Real de Jodhpur.
O Palácio Umaid Bhawan foi chamado de Palácio Chittar durante a sua construção devido à sua localização na Colina Chittar, o ponto mais alto em Jodhpur. O terreno para as fundações do edifício foi aberto, no dia 18 de Novembro de 1929, pelo referido Marajá Umaid Singh e os trabalhos de construção ficaram concluídos em 1943.

## História do palácio

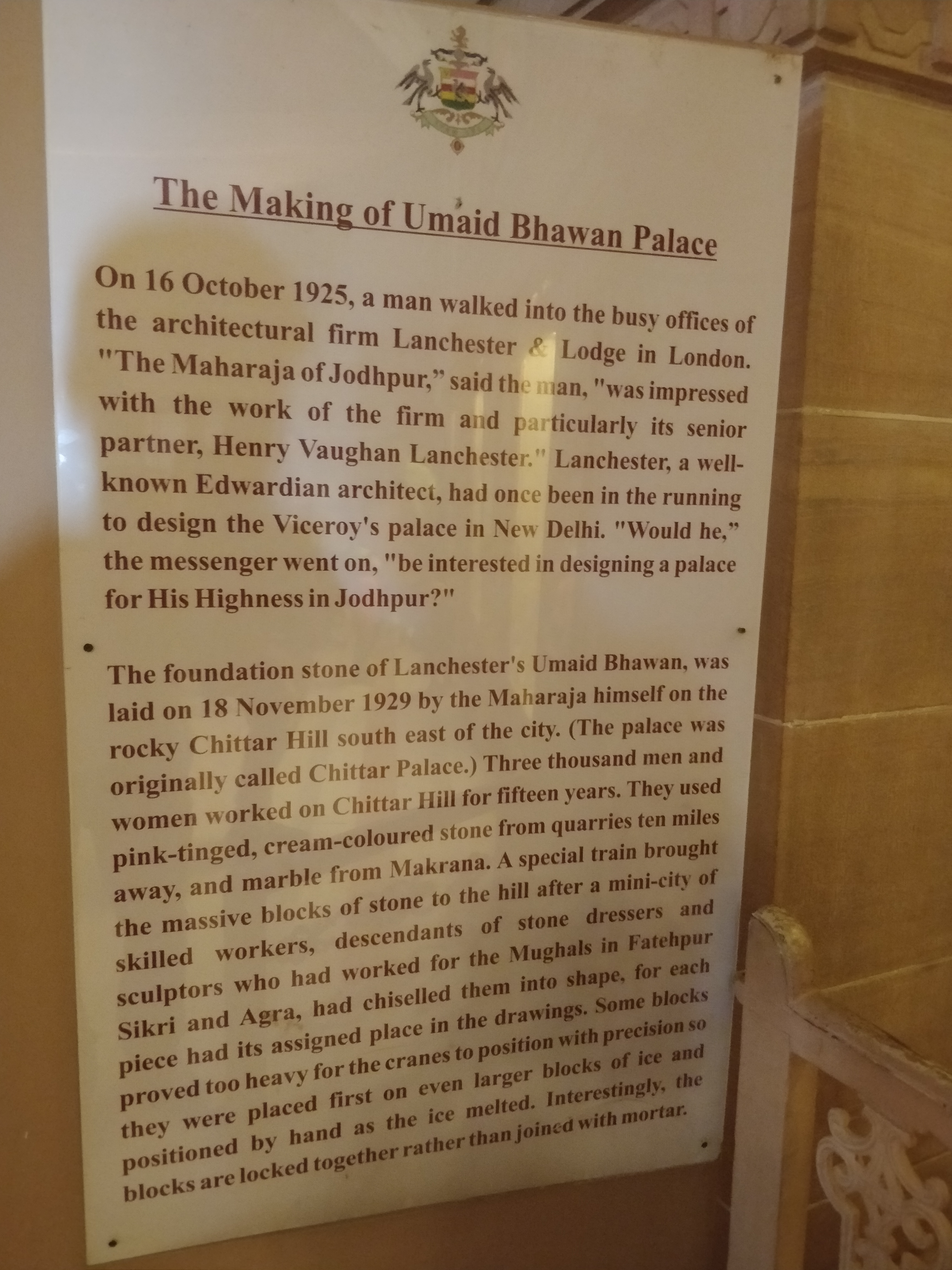
Placa no interior do palácio explicando a sua construção

O Forte Mehrangarh era a alma do clã Rathore que nunca deveria mudar. Mas eles eram construtores incansáveis, pelo que a obra-prima original de Rao Jodha viria a ser alterada repetidamente. Algumas das alterações foram feitas no poderoso estilo Mogol que dominava grande parte da paisagem da região, com os seus arcos recortados, cúpulas, entalhes florais, pinturas botânicas e cursos de água, entre outros elementos. Por outro lado, o Palácio Chittar, de Umaid Singh, trouxe de volta a tradição Rajput.
A majestade do palácio já era de esperar. Afinal era construído por uma linhagem de sangue que, aparentemente, remontava aos Rashtrakutas, os reis Kshatriya responsáveis por criar uma das mais antigas tradições arquitetônicas hindi na Índia com o incrível Templo Kailasanatha, o mais intrincado e imponente templo obtido da rocha viva.
Umaid Singh cresceu no vértice dum mundo em mudança. A Companhia Britânica das Índias Orientais (apelidada de John Company) havia sido humilhada pela Revolta dos Sipais. A rebelião ocorreu na era imperialista britânica, e uma vez que os Rajputs permaneceram leais à John Company, a aristocracia britânica acolheu relutantemente os estados principescos no seu clube. Umaid Singh, ainda integrado nas tradições do passado, foi educado num dos Colégios de Príncipes na tradição de Eton, Rugby, Winchester e das outras grandes escolas públicas britânicas da época. Ele, como a maior parte do seu clã da época, foi educado para ser sofisticado, mundano e competitivo. Com a tenra idade de dezasseis anos, foi empurrado inesperadamente para o papel de marajá. Cinco anos depois, ganhou plenos poderes monárquicos. Os britânicos e o seu regente, Sir Pratap Singh, usaram esses anos intercalares para abrir os olhos do monarca para a possibilidade da ordem e da burocracia serem detidas por Marwar.
O principal projeto que iria conduzir Jodhpur ao século XX devia ser o novo palácio. Tinha que ser suficientemente grande, imponente e empolgante para merecer o lugar do Forte Mehrangarh como símbolo de Jodhpur. Em 1924, o marajá reuniu-se com Henry Vaughn Lanchester. Este havia passado décadas a viajar pelo mundo como arquiteto e planeador de cidades, não sendo estrangeiro para as tradições da arquitetura hindu. Enquanto discutiam a sua visão para o palácio, Lanchester delineou a sua forte oposição contra a estética mogol, defendendo que os Estados do Rajastão ficaram sob o domínio muçulmano apenas de forma limitada e que as suas tradições fizeram uso muito raramente dos elementos mogóis. Umaid Singh soube que tinha encontrado o seu homem.
Determinado a incorporar as tradições e a visão única no mundo para a região no seu conceito, Lanchester recolheu-se aos templos de montanha hindus para encontrar a sua inspiração para o Palácio Umaid Bhawan. Umaid Singh soube imediatamente que seria uma homenagem montada aos seus ancestrais. No entanto, o palácio não é, de forma alguma, uma nova antiguidade. Umaid Singh estava livre do arcaico estilo de vida oitocentista e apaixonado pelo progresso. Enquanto o seu palácio podia ser inspirado pela tradição, era, por insistência do progressista monarca, construído na vanguarda do progresso.
A ecléctica mistura de art deco e milenar tradição arquitetônica hindu ainda é um poderoso símbolo da identidade do clã Rathore. Enquanto o Forte Mehrangarh foi, nas palavras de Kipling, "o trabalho de anjos, fadas e gigantes", o Palácio Umaid Bhawan é, nas palavras dum porta anônimo, "um majestoso, elegante guerreiro, os seus braços abertos para um abraço apaixonado".

## Construção e arquitetura

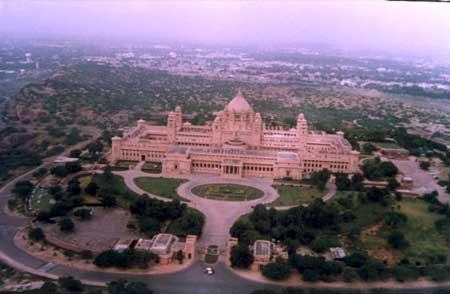
Imagem aérea do Palácio Umaid Bhawan, com vista da Colina Chittar, atrás do edifício, e Jodhpur ao fundo.

Erguido na Colina Chittar, na zona sudeste do Jodhpur, a construção empregou mais de 5.000 homens durante 15 anos. O edifício não usa argamassa ou cimento para manter as suas pedras unidas; todas as suas peças são pedras esculpidas reunidas por um sistema de entalhe, intercalando peças positivas e negativas. Uma linha de caminho de ferro construida especialmente foi usada para transportar esses grandes blocos de pedra. O Palácio Umaid Bhavan é desenhado de tal maneira que mantém sempre a temperatura de aproximadamente 23 graus Celsius.
Os terrenos do palácio cobrem 26 acres (10,5 ha), dos quais o palácio ocupa 3,5 acres (1,4 ha), enquanto 15 acres (6,1 ha) são cobertos por relvados.
Desenhado pelo famoso arquiteto eduardiano Henry Lanchester, o palácio é uma mistura de influências arquitetônicas orientais e ocidentais. A proeminente abóbada central do edifício, uma majestosa cúpula de 32 metros (105 pés) de altura, é influenciada pelo Renascimento, enquanto as torres desenham uma inspiração da tradição Rajput. O projeto custou ao marajá 12.100.000 de rupias indianas. O engenheiro residente para este projeto foi Hiranand U. Bhatia. Os interiores do palácio foram desenhados por Maples de Londres, no entanto, em 1942, o navio que os transportava foi afundado pelos alemães. Como resultado, o marajá empregou os serviços dum desenhador de interiores polaco. Os luxuosos interiores, com mobiliário dourado e elegantes obras de arte, seguiram o estilo Art Deco, complementado pelos exóticos murais do auto-exilado artista polaco Stefan Norblin. O novo Palácio Chittar foi uma homenagem montada ao seu antecessor, o imponente e majestoso Forte Mehrangarh, o qual foi construído por Rao Jodha e nunca foi conquistado pela força das armas.

## Estatuto actual
O atual proprietário do Palácio Umaid Bhawan é Sua Alteza Gaj Singh, Marajá de Jodhpur, o qual dividiu o palácio em três partes funcionais - um luxuoso hotel-palácio da rede Taj Hotels Resorts and Palaces (existente desde 1972), a residência da antiga Família Real e uma área aberta ao público, onde um pequeno museu exibe fotografias, armas, espadas e outros artefatos da herança real de Jodhpur. O horário de abertura deste museu vai das 10 às 16 horas, encontrando-se encerrado aos domingos.